# Mikołaj Budzanowski
Mikołaj Edward Budzanowski (), né le 11 novembre 1971 à Cracovie, est un haut fonctionnaire et homme politique polonais. Il est ministre du Trésor d'État entre novembre 2011 et avril 2013.

## Biographie

### Formation et vie professionnelle
Il est titulaire d'une maîtrise d'histoire, obtenue en 1996 à l'université Jagellonne de Cracovie. Après avoir voyagé dans diverses universités européennes, il devient conseiller de la délégation polonaise au Parlement européen, en 2004. Quatre ans plus tard, il intègre la haute administration du ministère de l'Environnement, puis du ministère du Trésor à partir de septembre 2008.

### Engagement politique
Il devient sous-secrétaire d'État le 20 juillet 2009,
Le 18 novembre 2011, Mikołaj Budzanowski est nommé ministre du Trésor d'État dans le second gouvernement de coalition du libéral Donald Tusk. Il est remplacé, le 24 avril 2013, par le libéral Włodzimierz Karpiński.